# Gesztenyebarna guvat
A gesztenyebarna guvat (Rallina rubra) a madarak osztályának darualakúak (Gruiformes) rendjébe és a guvatfélék (Rallidae) családjába tartozó faj.

## Rendszerezése
A fajt Hermann Schlegel német ornitológus írta le 1871-ben, a Rallicula nembe Rallicula rubra néven. Egyes szervezetek jelenleg is ide sorolják.

## Alfajai
- Rallina rubra klossi (Ogilvie-Grant, 1913)
- Rallina rubra rubra (Schlegel, 1871)
- Rallina rubra telefolminensis (Gilliard, 1961)[1]

## Előfordulása
Új-Guinea szigetén, Indonézia és Pápua Új-Guinea területén honos. Természetes élőhelyei a szubtrópusi vagy trópusi hegyi esőerdők. Állandó, nem vonuló faj.

## Megjelenése
Testhossza 23 centiméter, testtömege 66-81 gramm.

## Természetvédelmi helyzete
Az elterjedési területe elég nagy, egyedszáma pedig stabil. A Természetvédelmi Világszövetség Vörös listáján nem fenyegetett fajként szerepel.